# Пенев, Димитр (футболист)
Дими́тр Пе́нев (болг. Димитър Пенев; род. 12 июля 1945, Мировяне, Болгария) — болгарский футболист, тренер. Выступал на позиции защитника в софийских клубах «Локомотив» и ЦСКА. Также играл за национальную сборную. Кавалер ордена «Стара планина» 1-й степени. Почётный житель Софии и почётный президент клуба ЦСКА София.

## Карьера
Начинал карьеру в софийском «Локомотиве», за который выступал с 1959 по 1965 год. В составе клуба выиграл чемпионат Болгарии в сезоне 1963/64. Также в сезоне 1964/65 стал серебряным, а в 1959/60 бронзовым призёром. В 1965 перешёл в ЦСКА. За «армейцев» Димитр выступал 12 лет. За это время он стал семикратным чемпионом страны, четырёхкратным обладателем Кубка, и дважды признавался лучшим футболистом страны. С клубом он стал полуфиналистом Кубка европейских чемпионов 1966/67. За сборную Болгарии выступал с 1965 по 1974 год. За это время сыграл 90 матчей, забив 2 гола. Это четвёртый результат за всю историю национальной команды. Димитр участвовал в трёх чемпионатах мира — в 1966, 1970 и 1974 годах. Ни на одном из этих турниров сборная не выходила из группы. После завершения карьеры стал тренером.

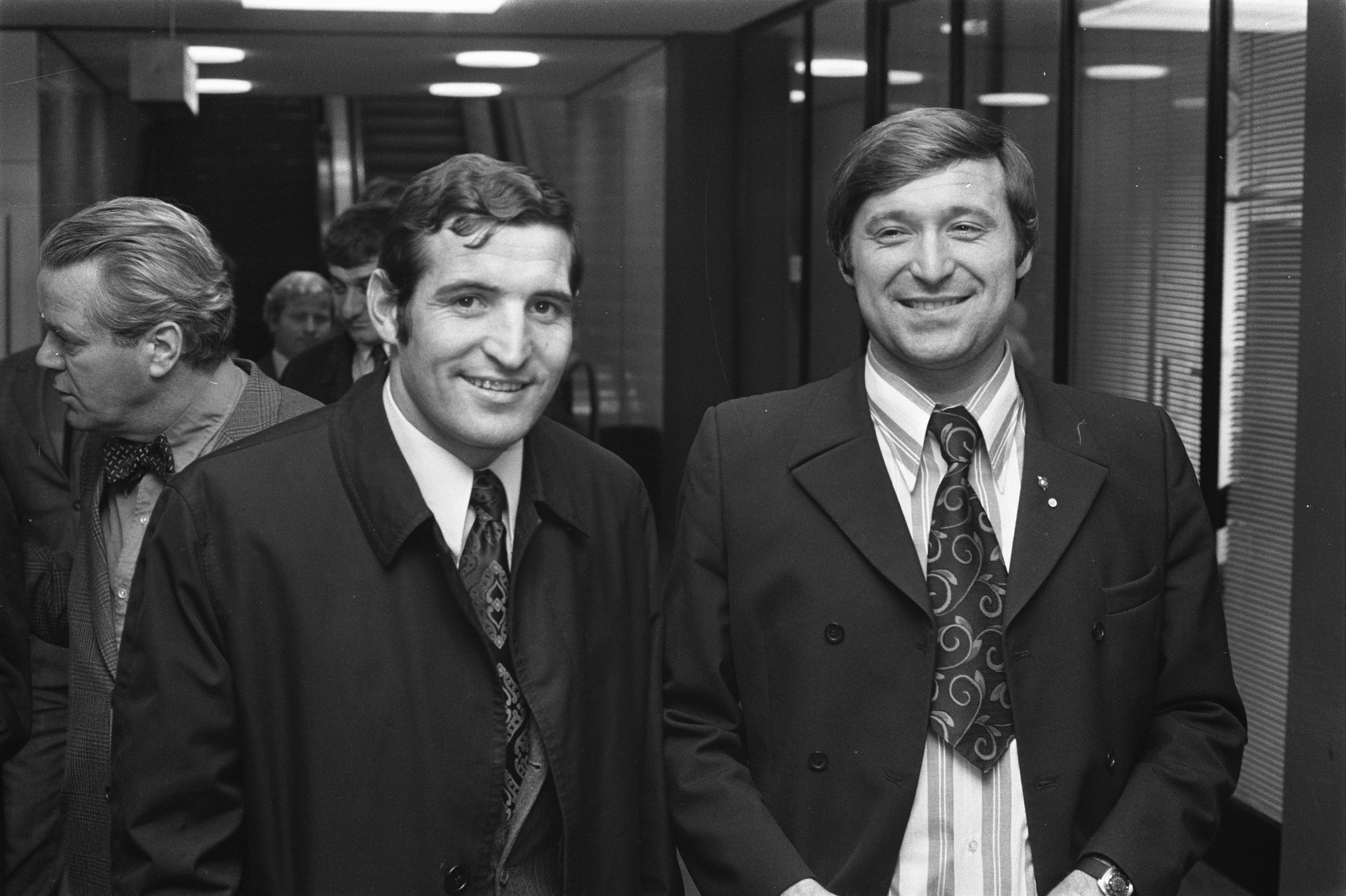
Димитр Пенев и Петр Жеков

В 1985 году Пенев возглавил ЦСКА. При нём клуб стал трёхкратным чемпионом Болгарии, четырёхкратным обладателем Кубка и однажды выиграл Суперкубок. При нём ЦСКА дошёл до полуфинала Кубка Кубков 1988/89, где проиграл будущему победителю турнира «Барселоне». После этих успехов, Димитра Пенева пригласили работать в сборную Болгарии. Он руководил командой на чемпионате мира 1994 года, где сборная добилась лучшего результата в своей истории, заняв 4-е место. В полуфинале «львы» проиграли Италии, а в матче за третье место уступили шведам со счётом 0:4.
На чемпионате Европы 1996 года болгары не вышли из группы, после чего тренер покинул команду. В 1998 он возглавил «Спартак» из Варны. В том же году вернулся в ЦСКА, с которым работал до 2000 года. В 2003 тренировал китайский «Ляонин», в 2007 некоторое время руководил сборной. В 2008 году Пенев сменил в ЦСКА Стойко Младенова, который ушёл из-за финансовых проблем. В 2009, после поражения в матче Кубка Болгарии его заменили на племянника Любослава Пенева.

## Достижения
- Орден «Стара-планина» I степени (20 июля 1994 года)[3]

### Игрока
- Чемпион Болгарии (8): 1963/64, 1965/66, 1968/69, 1970/71, 1971/72, 1972/73, 1974/75, 1975/76
- Обладатель Кубка Болгарии (4): 1969, 1972, 1973, 1974
- Футболист года в Болгарии (2): 1967, 1971

### Тренера
- Чемпион Болгарии (3): 1986/87, 1988/89, 1989/90
- Обладатель Кубка Болгарии (5): 1985, 1987, 1988, 1989, 1999
- Обладатель Суперкубка Болгарии (2): 1989, 2008
- Обладатель Кубка Советской армии (4): 1985, 1986, 1989, 1990